# Cerophysa metallica
Cerophysa metallica es un coleóptero de la familia Chrysomelidae.
Fue descrita científicamente en 1930 por Laboissiere.